# Uli Führe

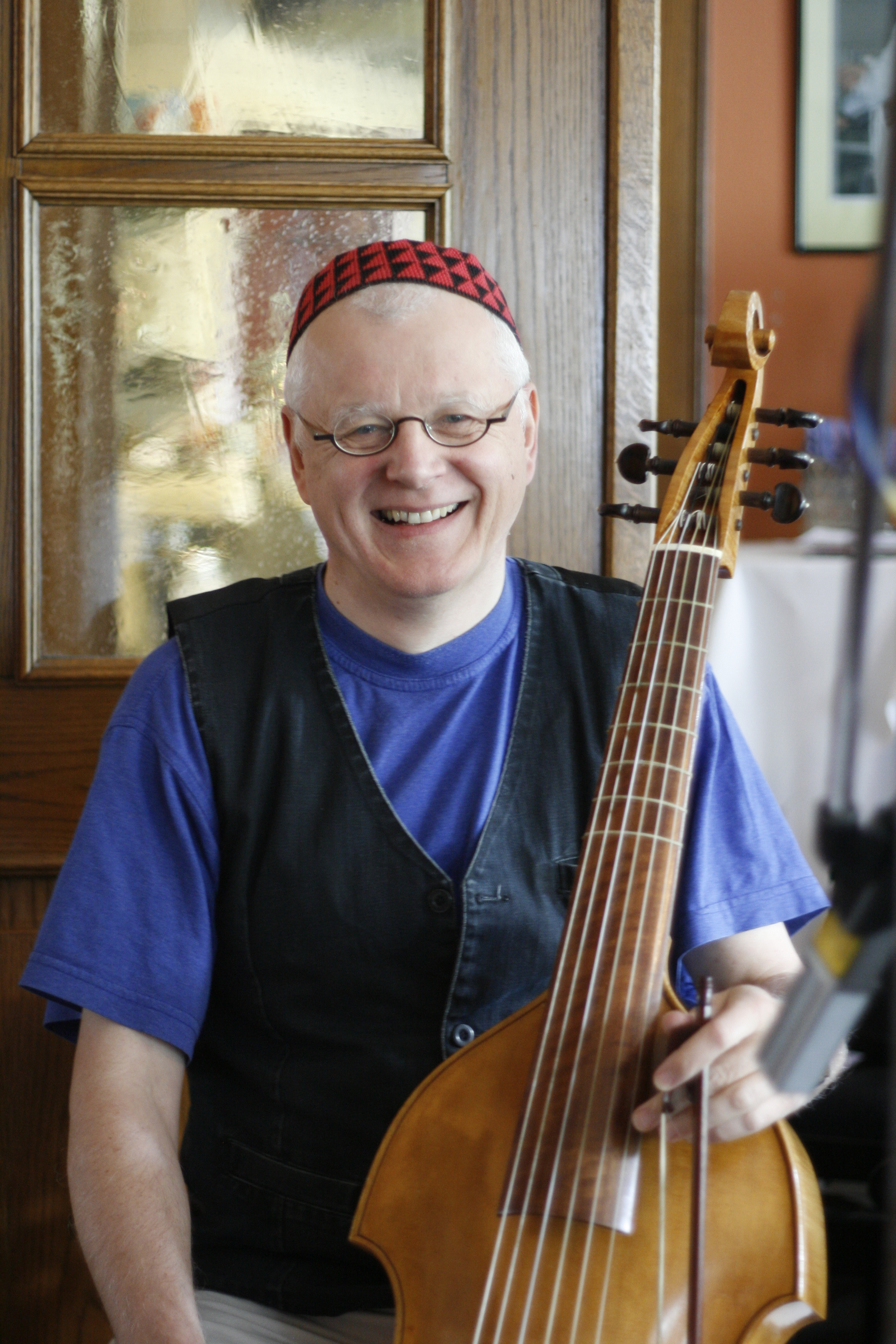
Uli Führe beim Leselenz Hausach 2012

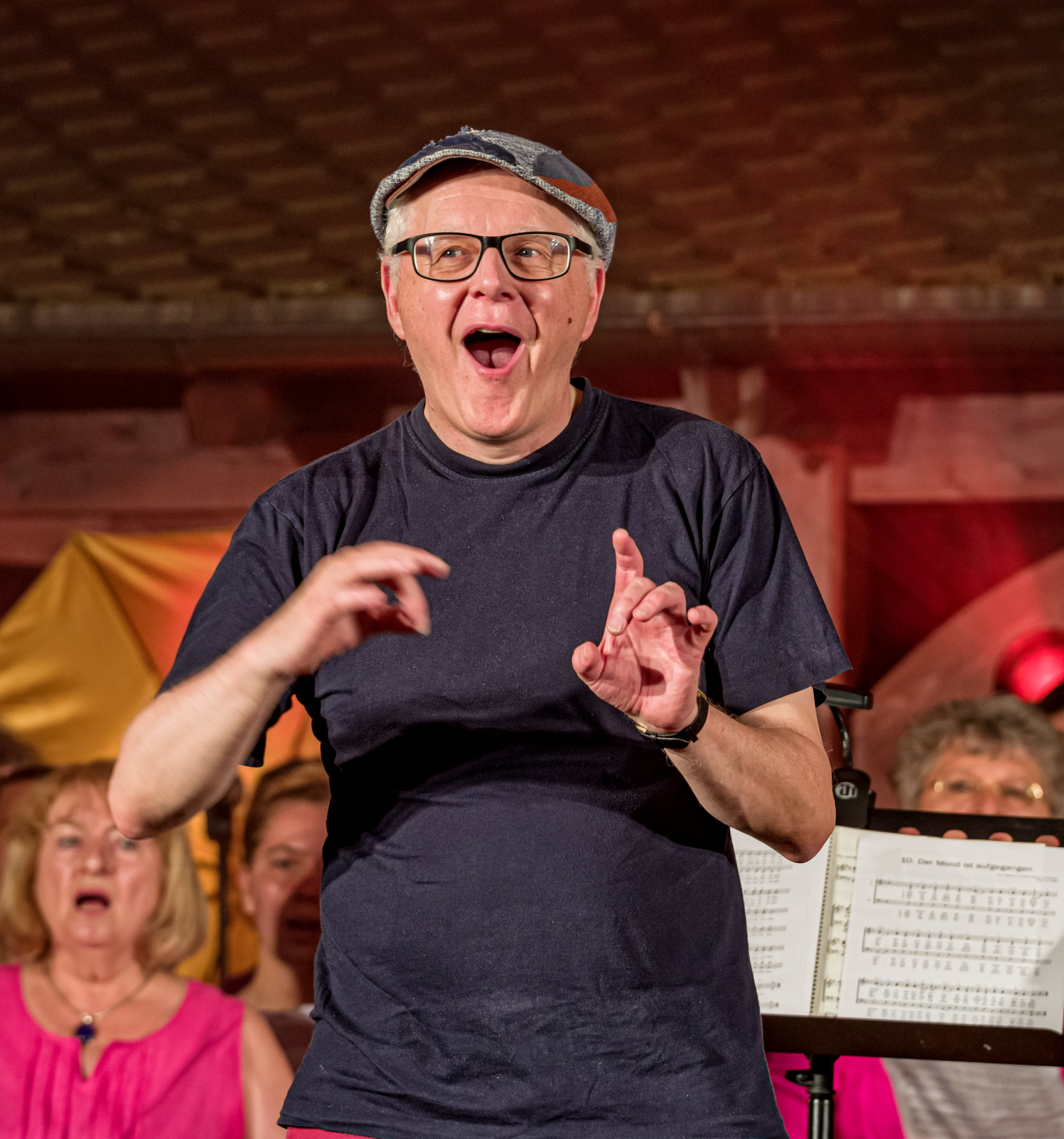
Uli Führe beim Black Forest Voices Festival in der Kirchzartener Talvogtei am 27. Juni 2019

Uli Führe (* 1957 in Lörrach) ist ein deutscher Komponist und Musiker.

## Leben
Nach dem Abitur 1978 leistete er Zivildienst im heilpädagogischen Kinderheim Tüllinger Höhe und studierte von 1980 bis 1985 Schulmusik (Hauptfach Violine, Leistungsfach Gesang) und Popularmusik (Hauptfach Gitarre) in Stuttgart; 1987 machte er das Zweite Staatsexamen für Schulmusik; er lebt als freier Musiker und Kursleiter in Buchenbach / Unteribental bei Freiburg.

### Komponist und Kursleiter
Hauptberuflich ist er als freier Kursleiter in den Bereichen Stimmbildung für Chorleiter und -sänger, Musikerzieher und Liedpädagogik für Erzieherinnen und Lehrer in Deutschland, Schweiz, Österreich, Italien, Luxemburg, Frankreich, Niederlande, Litauen, Island, Belgien und Brasilien tätig. Seine Stimmbildungsbücher Stimmicals 1 und 2 sind nach eigener Aussage Bestandteil moderner Stimmarbeit. Außerdem veröffentlichte er Artikel zu den Themen «Stimme» und «Musikpädagogik». Ein Teil der Lieder für Kinder fand nach eigenen Angaben Eingang in Schul- und Chorbücher, außerdem verbreiteten sich auch international seine Jazz-Kanons wie der 1984 entstandene «Hallo Django».
In seinen Chorkompositionen setzt Führe den Schwerpunkt auf literarische Texte. Die Autoren Robert Gernhardt, Joachim Ringelnatz, Wilhelm Busch, Mascha Kaléko, Heinrich Heine, Rose Ausländer, Christian Morgenstern setzte er für gemischten Chor, aber auch für Männer- und Frauenchor, z. T. mit Klavier. Geistliche Vertonungen entstanden in Zusammenarbeit mit Hellmuth Wolff. Stilistisch verbindet Führe die klassischen europäischen Traditionen und mit der gesanglichen Popularmusik.
Von 1982 bis 1998 hatte er Lehraufträge für Musikpädagogik in Stuttgart, Freiburg und Basel. Von 1997 bis 2014 unterrichtete er an der Musikhochschule Freiburg Improvisation. 2014 hatte er eine Professur an der Musikhochschule Robert-Schumann in Düsseldorf.

### Alemannischer Liedermacher und Autor
Seit 1976 tritt Führe mit seinem Mundartliederprogramm im Dialekt Hochalemannisch (vorderes Wiesental, Baden) vor allem im süddeutschen Raum, der Schweiz und im Elsass auf. In witzigen und ironischen Liedern nimmt er Menschen und das Zeitgeschehen unter die Lupe. Er veröffentlichte elf alemannische Produktionen und zwei Bücher. Führe tritt solistisch auf, aber auch im Trio mit Michael Summ, Keyboard, und Monika Ecker, Cello. In seinen Vertonungen von Markus Manfred Jung und Johann Peter Hebel verbindet Führe alemannische Lyrik mit neuer Musik.
Führe erhielt 1976 einen Preis des Regierungspräsidiums Freiburg; 1987 einen Kleinkunstpreis des Landes Baden-Württemberg; 1996 eine Hebelplakette der Stadt Singen; 2007 einen Jahrespreis der deutschen Schallplattenkritik, 2010 den Hebeldank und 2016 die Johann-Peter-Hebel-Plakette.
Von 1987 bis 1999 arbeitete er als freier Autor beim SWR, wo er allwöchentlich mit Glossen und Szenen in der Rolle von Ernst Hirnholzer, später als Hubertus Mooskopf, auf das Zeitgeschehen reagierte. 1991 erschienen die badischen Rundfunkminiaturen Der schwangere Ratsherr. Führe war Mitglied des Freiburger Rundfunkkabaretts. Es entstanden in dieser Zeit auch mehrere Hörspielmusiken. Zusammen mit Hugo Rendler und Michael Summ verfasste er die Kinderhörspielreihe Guggu, Geschichten um einen kleinen Troll.

### Ensemblespieler
1976 gründete Führe die Deutsch-Folk-Gruppe Kum Geselle Min mit Bernd Siegele und Beate Wohlleber, deren Repertoire sich vom Mittelalter (Oswald von Wolkenstein) über historische Mundartlieder bis zu neuen deutschsprachigen Songs erstreckte. Führe entdeckte dort die Welt des Volksliedes.
Es folgte von 1982 bis 1985 ein Intermezzo mit dem Ensemble Musicantica Viva mit Susanne Peter, Blockflöten; Jochen Woll, Tenor; Carmen Ehinger, Tasteninstrumente; Uli Führe, Bariton, Gambe und Laute. Das Repertoire konzentrierte sich auf die Zeit des Frühbarock. Neben Programmen mit Heinrich Schütz, Schein und Scheidt spielte das Ensemble auch für eine SWF-Produktion die Neukomposition von Uli Führe A98 nach Texten von Johannes Kaiser. 1985 gründete er das Ensemble Trisam. Die Schwerpunkte dieser Formation lagen auf den Gebieten des Folk, der Alten Musik sowie von eigenen Neukompositionen. Mitglieder des Ensembles waren Susanne Peter, Blockflöten; Ulrike Winkler, Violine, Blockflöten; Ro Kuijpers, Percussion; Armin Bereuter, Gambe, Bass; Uli Führe, Gesang, Gitarre, Violine, Harfe, Gambe, Dulcimer.

## Werke

### Noten für Chor
- 2018 Kauf dir einen bunten Luftballon, Schlager der 20er- und 30er-Jahre, Bosse Verlag
- 2018 Schöpf Wasser des Lebens, Pfingstkantate SATB, Selbstverlag
- 2017 Frag einmal die Philosophen, Jazz-Kanons, Fidula-Verlag

- 2015 Warum soll ich das tun? Weihnachtssingspiel für SATB
- 2015  My trembling heart, Chorlieder für gemischten Chor, Fidula-Verlag
- 2013  Dank sei dir Vater, kanonische Motette, SATB, Carus Verlag
- 2013  Psalm 150, Motette, SAM, Verlag St. Barbara
- 2012  Nach den Menschen mach ich Affen, Heine – Chorlieder SATB, Fidula Verlag
- 2010 Singet dem Herrn, 7 Psalmvertonungen für SATB und SAAB, Helbling Verlag
- 2010 So weit der Himmel ist, 8 Psalmvertonungen für SATB und SAAB, Helbling Verlag
- 2010 Ich zähl die Stunden, für SATB, Sonette: Shakespeare/Biermann, Carus Verlag
- 2009 Du schaffst Licht, ein geistliches Chorheft für SAM, Helbling Verlag
- 2009 Hie und da, ein Chorliederbuch für SAM, Fidula Verlag
- 2008 Flüsse wie du, eine Popchorkantate für SAM, Carus Verlag
- 2008 Summa Summarum, 17 Chorlieder für gemischten Chor, Fidula, Verlag
- 2004 Bye Bye Love, für Sopran, Alt, Männer; Chor in der Schule; Klett Verlag
- 2003 Ukulala, Chorlieder für Sopran, Alt, Männer, Fidula Verlag
- 2000 The Lady of Riga, Kanons und Chorsätze, Fidula Verlag
- 1998 Lieder für Zeitgenossen, Chorsätze nach Texten von Mascha Kaléko, Helbling
- 1997 Er und Sie, Jazzige Madrigale nach Texten v. R. Gernhardt, SATB, Fidula
- 1997 Celtic Folksongs, Chorsätze für SSA, SATB, Helbling Kanonhefte
- 2010 Wenns uns gut geht, 21 neue Jazz-Kanons, Fidula Verlag
- 2004 Alesimada, 22 neue Jazz-Kanons, Fidula Verlag
- 1992 Swing & Latin, mit W. Rizzi und Joachim Fischer, Heft und CD, Fidula-Verlag
- 1989 Hallo Django / Jazzkanons mit W. Rizzi, Heft und MC, Fidula-Verlag

Männerchor
- 2018 Tango Animato, Chorlieder für vierstimmigen Männerchor, Verlag Ferrimontana

- 2006 Der Männer – Boogie – Blues, Chorlieder für vierstimmigen Männerchor, Carus Verlag

Frauenchor
- 2013 Süßer Mond, Chorlieder für 3-4-stimmigen Frauenchor, Fidula Verlag
- 2006 Der Mond ist eine Frau, Chorlieder für 3-4-stimmigen Frauenchor, Carus Verlag
- 2010 Nachts auf dem Sternenfeld, Frauenchor SSAA u. Klavier, T.: Führe, Carus Verlag
- 2010 4 Volkslieder, Frauenchor SS(A)A, Carus Verlag
- 2010 Aber ich weiß, Frauenchor SAA und Klavier, Text: Rose Ausländer, Carus Verlag

Stimmbildung
- 2001 Stimmicals 2, Spaß beim Einsingen, Fidula
- 1999 Stimmicals 1, Spaß beim Einsingen, Fidula

### Noten / CDs für Kinder-/Jugendchor
Musicals für Kinder und Jugendliche
- 2016 Wenn einer fragt, Das Luther-Musical, Carus-Verlag
- 2012 Don Quichotte, Jugendmusical, Text: Jörg Ehni, Carus Verlag
- 2011 Randolfo und der eine Ton, Text: Babette Dieterich, Fidula Verlag
- 2011 Die Grille und die Ameise, ein Herbst-Musical, Helbling Verlag
- 2011 Die Schule ist aus, ein Sommer-Musical, Helbling Verlag
- 2010 Die Siebenschläfer, ein Frühlings-Musical, Helbling Verlag
- 2010 Der Weihnachtsgast, ein Weihnachts-Musical, Helbling Verlag
- 2010 Luzi hat was gegen Weihnacht, ein Musical, Text: Jörg Ehni, Fidula Verlag
- 2009 Horri / Das Monsterhaus, Kindermusical, Fidula Verlag
- 2009 Der Elemaushund, 3 Kindermusicals, Text Jörg Ehni, Carus Verlag
- 2008 Ein Kind und ein König, Weihnachtsmusical, Fidula Verlag
- 2008 Gilgamesh, Musical für Kinder, Carus Verlag
- 2008 Die Moorgespenster, Sprechchöre für Kinder, Fidula Verlag
- 2008 Wunderhund, Elefant, Mause Klaus, Minimusicals für Kinder, Carus Verlag
- 2006 Die Birkennase & Die tollen Trolle, 2 Minimusicals für Grundschule, Fidula Verlag
- 2001 Am Himmel geht ein Fenster auf, Weihnachtsmusical für Kinderchor & Klavier
- 1994 Der Bär auf dem Försterball, Schultheaterstück mit Jörg Ehni, Klett
- 1992 Mammon und Fantasie, Schultheaterstück mit Jörg Ehni, Klett

Stücke für Kinderchor
- 2019 Der Drachenkämpfer, ein Kindermusical, Fidula-Verlag

- 2018 Sterntaler, ein Märchenhaftes Musical, Helbling Verlag

- 2016 Der gestiefelte Kater, ein märchenhaftes Musical, Helbling Verlag
- 2015 Das tapfere Schneiderlein, ein märchenhaftes Musical, Helbling Verlag
- 2014 Jorinde und Joringel, ein märchenhaftes Musical, Helbling Verlag
- 2012 Die goldene Gans, ein Märchenmusical, Helbling Verlag
- 2012 Hans im Glück, ein Chormärchen, Fidula Verlag
- 2009 Die Heinzelmännchen, Chorliedergeschichte für Kinderchor, Carus Verlag
- 2009 Die Klassenfahrt zum Mond, ein Kindermusical, Fidula Verlag
- 2008 Frostianer und Frühlingsbote, eine Kinderchorliedergeschichte, Fidula Verlag
- 2008 Die Moorgespenster, Sprechchöre für Kinderchor, Fidula Verlag
- 2006 Die Made, 8 Kinderchorlieder nach Heinz Erhardt mit Klavier, Fidula Verlag

Lieder für Kinder
- 2016 Toll-Platsch, 22 Lieder nach Texten von Erwin Grosche, Fidula Verlag
- 2014 Äffchen Bob, Lieder für Kinder, Fidula Verlag
- 2007 Feuerzutz und Luftikant, Lieder für Kinder, Fidula Verlag
- 2002 Kroko Tarrap, 33 Zirkuslieder für Kinder, Fidula Verlag
- 1999 Mikado, Liederbuch für die Grundschule mit weiteren Autoren, Klett Verlag
- 1996 Mobo Djudju, 33 Lieder für Kinder, Fidula Verlag

### CDs alemannische Lieder und Lyrik
- 2018 Muul uf, 20 alemannische Lieder, Selbst-Verlag

- 2015 drill di, Texte: W. Wurth, erschienen beim Drey-Verlag, Gutach
- 2015 fedreliicht, Texte: M.M.Jung, erschienen beim Drey-Verlag, Gutach
- 2012 Woni gang und stand, ein grenzüberschreitendes al. Liederbuch mit Stefan Pflaum, Braun Verlag Karlsruhe
- 2012 Dank Hebel, alemannische Lieder nach Hebeltexten
- 2010 Splitter Sprooch Spiegel, alemannische Lyrik (M.M.Jung) und Musik
- 2009 Himmel us Stei, alemannische CD mit 18 Liedern
- 2006 Ikarus, 22 Texte nach M. M. Jung ein alemannischer Zyklus, Jahrespreis der deutschen Schallplattenkritik
- 1998 D’Fledermus, Zusammenarbeit mit Michael Summ.
- 1997 D’Staumacher, zusammen mit Martin Schley erscheinen.
- 1993 Der schwangere Ratsherr, erscheint im Schauenburg-Verlag Lahr. Führe veröffentlicht hier einen Teil seiner badischen Miniaturen, Geschichten aus dem Land, die er für den damaligen SWF 1 geschrieben und gesprochen hatte.
- 1992 Chungi Halunki CD, Liederbestenliste des SWR
- 1986 Arie Nr. 9, eine MC, für deren Programm Führe 1987 den Kleinkunstpreis des Landes Baden-Württemberg erhielt.
- 1984 D’Gränze chasch vergesse, LP mit Susanne Peter, alemannischi Liäder,
- 1982 Chrutt unter der Huut, LP, alemannischi Liäder.
- 1980 I will nit, LP mit Bernd Siegele, alemannischi Liäder

### Trisam/Instrumental CDs
- 2007 Verwandlung, Spirit of Folk, Rondo
- 2004 Tanzhaus, Folkloretanzmusik, Fidula Verlag
- 2001 Zeitlose Freude CD Barockmusik für Meditation des Tanzes
- 2000 Wie ein vorbeiziehender Fluss, Spirit of Folk
- 1997 Mondstein, Spirit of Folk

### Instrumentalnoten
- 2017 Jazzy Pieces II, leichte Klavierstücke, Helbling Verlag

- 2016 Piano Map, 10 leichte Klavierstücke, Helbling Verlag
- 2016 Jazzy Pieces, leichte Klavierstücke, Helbling Verlag
- 2015 Tastenlabor, Improvisationsschule für Klavier, mit DVD, Helbling Verlag
- 2002 Sally’s Songs, 12 Blockflötentrios für S,S/A,A, Fidula Verlag
- 1991 Oh Susanna, 3-5 stimmige Sätze für Folkloretänze, Fidula Verlag

### Hörspiele für Kinder
von Uli Führe, Hugo Rendler, Michael Summ
- 2008 3. Guggu, Ina’s Geburtstag, KinderMusikHörSpiel; Fidula Verlag
- 2007 2. Guggu in der Stadt, KinderMusikHörSpiel; Fidula Verlag
- 2007 1. Guggu und das Schnuppertuch, KinderMusikHörSpiel; Fidula Verlag

### Weitere Veröffentlichungen
Der Ohrwurm - Einspielung, Deutsche Kinderlieder, Das ABC-Haus, Zappelmänner, Trip Trap, Kinder singen überall, Mikado – Grundschulliederbuch, Mammon und Fantasie, Der Bär auf dem Försterball, Sing & act, Start-ups, Verwandlung, Zeitlose Freude, Frühling, Happy day, Gedichte in Anthologien: D Hailiecher, Alemannische Gedichte von Hebel bis heute, weleweg – selleweg, Grenzelos, I mog di mog di mig di

## Ehrungen
- 1976 Preis des Regierungspräsidiums Freiburg
- 1986 Kleinkunstpreis des Landes Baden-Württemberg
- 2007 Hebelplakette, Singen
- 2010: Hebeldank des Hebelbundes Lörrach
- 2016 Hebelplakette Hausen
- 2017 Alemannenring